# STARS (série télévisée)
Pour les articles homonymes, voir STARS.
STARS (stylisé en S*T*A*R*S, titre original : STARStreet) est une série télévisée britannique en 26 épisodes de 15 minutes, réparties sur deux saisons, diffusée originellement en 2001 et 2002 au Royaume-Uni sur ITV. En France, la série a été diffusée sur France 2, au sein de l'émission KD2A.
Le nom de la série provient de l'acronyme des prénoms des cinq acteurs principaux, Sam, Thaila, Ashley, Rebecca et Sandi, qui sont par ailleurs les cinq membres du groupe allSTARS* (en).
La première saison de la série a été diffusée sur ITV et, en raison de bonnes audiences, rediffusée très rapidement sur CITV qui diffusa ensuite directement la deuxième saison. La série a été arrêtée, non pas pour des problèmes d'audimat, mais par suite de la fin du groupe allSTARS* (en) et de la séparation de leurs membres.

## Synopsis
La série raconte la vie de 5 jeunes adultes (2 garçons et 3 filles) vivant ensemble dans une maison très colorée et aux pouvoirs étonnants. De nombreux intermèdes musicaux chantés et chorégraphiés en relation avec l'intrigue ponctuent chaque épisode.

## Distribution

### Distribution principale
- Sam Bloom (en) : Sam
- Thaila Zucchi (en) : Thaila
- Ashley Taylor Dawson (en) : Ashley
- Rebecca Hunter (en) : Rebbeca (Becky)
- Sandi Lee Hughes : Sandi

### Distribution secondaire
- Pollyanna Rose : Zoé
- Kieron Elliott : le répérateur de télévision

## Fiche technique
- Titre : STARS, stylisé en S*T*A*R*S
- Titre original : STARStreet
- Réalisation : Bren Simson, Willy Smax, David Kew
- Scénario : Emma Frost, Ivor Baddiel
- Musique : Ian Habgood, Stephen W. Parsons
- Montage : David Kew, John MacDonnell
- Décors : Peter Findley
- Effets visuels : Thorsten Rienth
- Production : Gillian Gordon, Carlton Television, Byrne Blood Productions
- Pays d'origine :  Royaume-Uni
- Genre : Série de jeunesse, série fantastique
- Durée : 26 × 15 minutes

## Épisodes

### Saison 1 (2001)
1. titre français inconnu (Best Friends)
2. titre français inconnu (Lost Little Things)
3. titre français inconnu (Bump in the Night)
4. titre français inconnu (Butterflies)
5. titre français inconnu (Déjà Vu)
6. titre français inconnu (Thaila's Birthday)
7. titre français inconnu (The Greatest Love Story)
8. titre français inconnu (Inside Ashley's Head)
9. titre français inconnu (Makeover Madness)
10. titre français inconnu (The Hot Ticket)
11. titre français inconnu (The Wrong Side)
12. titre français inconnu (Becky Who?)
13. titre français inconnu (Happy Ever After)

### Saison 2 (2002)
1. titre français inconnu (Tiny Planet)
2. titre français inconnu (Ba Da Bing)
3. titre français inconnu (Back to the Future)
4. titre français inconnu (Shop Till You Drop)
5. titre français inconnu (Pants on Fire)
6. titre français inconnu (Reality TV)
7. titre français inconnu (Spin Cycle)
8. titre français inconnu (Video Nasty)
9. titre français inconnu (Ask Ash)
10. titre français inconnu (Time Out)